# Keith Holyoake
Keith Jacka Holyoake (Pahiatua, 11 de fevereiro de 1904 – Wellington, 8 de dezembro de 1983) foi um político da Nova Zelândia. Foi primeiro-ministro de 1960 até 1972 e foi governador-geral do país de 1977 até 1980, foi um líder durante a Guerra do Vietnã (1959–1975) e o único a ocupar os dois cargos.